# Godthåb (Aalborg)
Godthåb is een plaats in de Deense regio Noord-Jutland, gemeente Aalborg, en telt ca 200 inwoners. Het oude dorp is in de loop der jaren samengesmolten met het naburige Svenstrup.
- Virtual International Authority File: 244562773
- WorldCat: E39PBJdMcdMK4wGp87jFCv3xXd